# L'Étoile de la Rédemption

L'Étoile de la Rédemption (Der Stern der Erlösung) est une œuvre du philosophe allemand Franz Rosenzweig, parue en 1921.  
Rosenzweig commence à écrire L'Étoile de la Rédemption dans les tranchées, durant la Première Guerre mondiale, sur des cartes postales envoyées à sa famille, entre juillet 1918 et février 1919. 
« Le traumatisme originel fut ici celui de la Première Guerre mondiale. Pour Rosenzweig, elle marque la fin d'une civilisation fondée sur la croyance en un ordre rationnel » selon Stéphane Mosès. « Mais c’est paradoxalement sur les décombres de la raison historique que l’espérance peut reprendre son essor ». 
L’ouvrage a un retentissement considérable sur l’intelligentsia allemande de l’entre-deux-guerres, notamment sur Martin Heidegger, Walter Benjamin et Gershom Scholem. Il exerce une profonde influence sur la pensée d’Emmanuel Levinas.
L’ouvrage reste peu connu en France jusque dans les années 1980. Bernard-Henri Lévy est l’un des premiers philosophes à signaler son importance dans la pensée contemporaine. À sa suite, une nouvelle génération d’intellectuels, notamment Stéphane Mosès, Benny Lévy, Jean-Claude Milner, etc., lui reconnaissent un rôle essentiel dans l’histoire du judaïsme au XXe siècle et celle de la philosophie.
« Le judaïsme, dans la compréhension phénoménologique que Rosenzweig en a livré, souligne Bernard-Henri Lévy, ce n’est pas une identité biologique ; ce n’est pas seulement une identité religieuse et communautaire ; ce n’est évidemment pas une identité seulement nationale ; c’est une identité qui existe par l’étude et qui procède de l’étude ». 

## Dieu, le monde, l’homme
Rosenzweig part de trois notions qui sont pour lui essentielles à toute pensée, toute expérience et toute réalité : Dieu, le monde, l'homme. Ces trois notions, inséparables, ne sont pas immobiles et sont mises en relation. Dieu s'occupe du monde, il « renouvelle par sa bonté, tous les jours, éternellement, l’acte de création ». Il se manifeste à l’homme sous la figure de la révélation. Le destin du monde importe à l'homme. 

## Les deux triangles

L’Étoile de la Rédemption selon Franz Rosenzweig : la triade descendante création-révélation-rédemption permet de relier la triade ascendante univers-Dieu-homme

Les deux triangles conçus par Rosenzweig – le premier symbolisant « Dieu, le monde, l'homme, » ; le second, « la Création, la Révélation, la Rédemption » –  se rejoignent et se recoupent à la manière d’une étoile. Le judaïsme qui se dessine ici se situe en dehors de l'histoire et du politique, il se transmet de génération en génération. Il s’agit de faire fructifier par l'étude et par la liturgie, mais non par l'engagement concret dans l’histoire.

## Penser le langage (Rosenzweig et Heidegger)
La pensée de Rosenzweig, axée sur la temporalité, requiert une nouvelle méthode, attentive au langage. Le principe qui détermine l’analyse de l’existence humaine ne sera pas le logos (la raison), mais le langage lui-même, pour Rosenzweig. 
L'Étoile de la Rédemption a eu une influence considérable sur Martin Heidegger, notamment dans son essai Sein und Zeit (Être et Temps), paru en 1927. 
« Avant Heidegger, Rosenzweig a compris le temps non comme une forme préexistante dans laquelle les événements viendraient se loger, mais comme une modalité spécifique de l’être-là de l’homme. Les trois temps qui, dans L’Étoile, articulent l’ordre de l’existence, préfigurent les trois ek-stases temporelles de Sein und Zeit », selon Emilio Brito.
Toutefois la pensée de Rosenzweig diffère radicalement de celle de Heidegger. Le contraste se marque d’emblée dans la façon de comprendre les trois notions fondamentales : Dieu, le monde, l'homme. 
«  Le Dasein de Sein und Zeit s’enferme dans la résolution à soi-même, tandis que, pour Rosenzweig, « l’être » n’est pas en définitive mon être, mais « son être » (l’être de l’Eternel) », selon Britto. « Pour Heidegger, le monde est un « existential », au moment où se structure le Dasein ; en revanche, Rosenzweig comprend le monde dans l’ordre de la création ».
Tous les autres contrastes entre Rosenzweig et Heidegger dérivent de ces divergences fondamentales : du côté de Heidegger, « on trouve le « projet jeté », la « liberté pour la mort », « l’être présent pour son temps », la thèse de « je suis moi-même le temps », la vérité de chaque fois » ; du côté de Rosenzweig, « on rencontre la Création et la Révélation, la certitude de la vie éternelle, la disponibilité constante pour la venue du Royaume, la thèse que Dieu s’étend de l’éternité à l’éternité, la vérité éternelle ».

## Penser contre Hegel
Rosenzweig se bat sur deux fronts : Celui de l'assimilation des juifs allemands à l'idéologie universalisante et fusionnelle promue en Allemagne depuis le XIXe siècle. Et celui du sionisme auquel il se refuse à réduire le destin juif et dont il débat avec Gershom Scholem, en particulier. 
Ce qui se joue, dans ce double refus, c’est le projet de « penser, contre Hegel, qu’il n’y a pas d’instance supérieure au tribunal de l’histoire », selon Bernard-Henri Lévy. « La thèse de Rosenzweig, c’est que le judaïsme est le mot manquant de l’hégélianisme. La preuve que l'hégélianisme ne marche pas, c’est la persistance du judaïsme […]. Si Hegel a raison, le judaïsme doit disparaître. Si le judaïsme ne disparaît pas, c’est que Hegel a tort ». 
Qu’est-ce qui fait que le judaïsme reste toujours vivant, pour Rosenzweig ?  C’est le rapport à la loi, le rapport à la langue, le rapport à la terre. Une loi plus importante, plus éminente que l’histoire. Une terre pour une large part imaginaire, ou qui ne peut être aimée concrètement que si elle a aussi un siège dans l’imaginaire. Une langue, enfin, qui garde en elle une part de sainteté. Ce sont les trois éléments qui, pour Rosenzweig, constituent la singularité juive. 

## Judaïsme et christianisme
Rosenzweig ne fait pas du judaïsme « l’ancêtre » du christianisme. Le judaïsme et le christianisme constituent, pour lui, deux voies d’accès à la même vérité, deux voix d’accès fraternelles et égales en dignité. 

## Rosenzweig et Levinas
Levinas a signalé l’importance de Rosenzweig dans la formation de sa propre pensée. Mais il ne l’a guère commentée.
L’influence de Rosenzweig sur Levinas tient surtout à la conception du « totalitarisme comme une propriété, non du politique, mais de l’être », selon Lévy.